# Ернст VIII фон Глайхен
Ернст VIII (II) фон Глайхен (на немски: Ernst VIII (II) von Gleichen; * пр. 1390; † 16 юни 1426, Аусиг) е граф и господар на Глайхен.

## Произход
Той е син на граф Ернст VI (I, VII) фон Глайхен († 11 ли 1394 – 25 април 1395) и втората му съпруга Агнес фон Колдитц († 1 юни 1391), дъщеря на Тимо VI фон Колдитц († 1362/1363) и Берта фон Вилденфелс († сл. 1385). Внук е на граф Херман III фон Глайхен († 18 май 1345) и София фон Хонщайн († сл. 22 април 1343). Сестра му Агнес фон Глайхен († пр. 1412) се омъжва ок. 1405 г. за Протце фон Кверфурт III († 16 юни 1426, битка при Аусиг).
Ернст е убит на 16 юни 1426 г. в битката при Аусиг, както зет му Протце фон Кверфурт и роднините му Фридрих фон Глайхен и Ервин IV фон Глайхен, синовете на граф Ернст VII фон Глайхен-Тона.

## Фамилия
Първи брак: на 24 юни 1391 г. с Анна фон Шварцбург († 1421), дъщеря на Гюнтер XXVIII фон Шварцбург-Щатилм († 1397) и Анна фон Фалкенщайн († ок. 1420). Бакът е бездетен.
Втори брак: (на 23 февруари 1421 г. папско позволение) пр. 20 декември 1421 г. с Маргарета фон Хенеберг-Шлойзинген († 23 октомври 1427), вдовица на граф Гюнтер XIV (XXVIII) фон Шварцбург-Бланкенбург († 30 април 1418), дъщеря на граф Хайнрих XI фон Хенеберг-Шлойзинген († 1405) и маркграфиня Матилда фон Баден († 1425). Те имат две деца:
- Зигмунд I фон Глайхен-Тона (* 1421; † 8 март 1494, Тона), граф на Глайхен-Тона, женен I. ок. 1453 г. за Агнес фон Кверфурт († 1461), II. 1462 г. за Катарина фон Шварцбург-Бланкенбург (* 2 февруари 1442; † 9 декември 1484)
- Констанца фон Глайхен (* ок. 1426), омъжена ок. 1452 г. за Лудвиг Шенк фон Таутенбург (* пр. 1426 † сл. 1466).